# 독도 폭격 사건
독도 폭격 사건 또는 독도 오폭 사건은 한국의 군정기인 1948년 6월 8일 미국 극동사령부 제5공군의 B29 폭격기군이 독도 부근서 훈련 중 오폭하여 어선 11척을 파괴하고, 어부 14명 살해한 사건이다. 생존자들은 최소 80여 척의 어선이 파괴되고, 최소 150명 이상이 어부가 살상되었다고 주장한다. 이 사건은 독도 폭격 사건 가운데 맨 처음 일어난 사건이며, 독도에 대한 연습 폭격은 1952년 9월 15일, 23일, 24일에 또 이루어진다.

## 경과
울릉도 방향에서 12대의 폭격기가 2개조로 나눠 상공에서 선회하며 융단폭격하였고, 조업현장은 순식간에 아비규환으로 변했다고 장학상, 김도암 등 생존자들이 ‘푸른 울릉·독도가꾸기 모임’과 한국외국어대 ‘독도연구회’에게 증언했다.
미 군정청은 사건 발생 8일이 지나도록 폭격사실 등을 부인했다. 그러다가 극동사령부를 통해 미 제5공군 소속 B29 폭격기가 어선들을 바위로 오인해 연습 폭격을 했다고 발표한다. 미군 당국은 소청위원회를 구성하여, 울릉도와 독도에서 피해 내용을 조사했고 1명을 제외한 피해자들에게 소정의 배상을 완료했다고 발표했다. 그러나 배상 내용, 독도를 연습대상으로 지정한 경위, 사고에 따른 내부 처벌 등의 내용은 공개되지 않았다.
독도의용수비대 홍순칠 대장의 자서전에 따르면, 포항 주둔 미 육군 소속의 장교 몇 명과 사병이 울릉도에 들어와 배상문제를 처리했다고 한다. 당시 어른은 500환, 미성년자에게는 300환의 위자료를 지급했다. 이 돈은 당시 미국 돼지 1마리에 해당되는 가치에 불과했다.

## 대한민국 정부의 대응
1950년 4월 25일 대한민국 수립 후 정부는 미 제5공군에 이를 조회했다. 미군은 같은 해 5월 4일자로 “독도와 그 근방에 출어가 금지된 사실이 없었다는 것과 또 독도는 극동 공군의 연습 목표로 되어 있지 않았다”는 공식 회답을 받았다. 그러나 폭격사건은 1952년 9월에 또 발생하는데, 그 날 한국산악회가 제2차 울릉도 독도 학술조사단을 파견했다가, 미군기가 독도를 폭격하여 독도에 상륙할 수 없어서 포기하고 돌아와야 했다. 당시 독도에는 어민 23명과 해녀들이 있었는데, 인명피해는 없었다.
대한민국 정부가 항의하자, 미 공군 사령관은 이에 대해 “1953년 2월 27일자로 독도는 미 공군을 위한 연습기지로 선정됨으로부터 제외되었다”는 공식 답변을 내놓았다. 1948년의 폭격사건에도 불구하고 그때까지 연습기지 해제는 이루어지지 않았으며, 공군의 연습 목표로 되어 있지 않았다는 답변은 거짓이었다는 것을 알 수 있다.

## 일본 정부의 대응
미 공군의 독도 폭격 전에 일본 외무성이 독도에 대한 미군 폭격 연습지 지정을 요청하였다. 민주당 야마모토 도시나가(山本利壽·지역구 시마네현) 의원이  ‘다케시마’는 반환 받아야 할 영토인데, 그를 위해 수단을 강구하고 있는지를 일본 정부에 묻자, 외무사무관 시마즈 히사나가(島津久大) 정무국장이 충분히 연구하고 있으니 질문을 자재해 달라고 답변했다고 한다.
일본은 계속해서 미군이 독도를 폭격연습장으로 사용할 것을 희망하였기 때문에 1952년 7월 26일 일본국과 아메리카합중국 간의 안전보장조약 제3조에 기초한 미일 행정협정 제2조에 따라 해상연습 및 훈련구역으로 독도를 지정하고, 외무성이 같은 해 7월 26일자 외무성 고시 제34호를 통해 공시했다고 주장해 왔다. 폭격 연습지 지정은 미국도 다케시마(독도)가 일본의 영유임을 인정하는 증거라는 게 일본 측의 주장이다.
결국 1952년 이른바 ‘주일 미군 독도 폭격연습지 지정’ 절차를 통해 일본은 상황 반전을 노렸다. 1952년 9월 15일 오전 11시경 미 극동군사령부 소속의 폭격기가 독도 상공에 출현하여 독도를 2차례나 선회한 뒤 4개의 폭탄을 투하하고 남쪽으로 날아간 사건이다. 폭격은 9월 22일, 24일 두 차례 계속됐다.
일본 측은 미군의 폭격훈련 과정에서 행정절차 협의를 자국(自國)과 했다는 점을 들어, 미국에 의해 독도가 자국의 영토라는 사실을 인정받았다고 주장하고 있다.

## 대한민국 정부의 재발 방지 요청과 일본의 반응
대한민국 정부가 폭격 사건 직후에 상황파악을 마치고, 1952년 11월 주한 미국대사관에 폭격 재발 방지를 요청하자, 미국은 요구를 수용해 그해 12월 4일 더 이상 폭격연습을 하지 않겠다고 한국에만 알려왔다.
일본은 미국이 한국에 이러한 통보를 했다는 사실을 모르고 있다가 1953년 한국 국방부가 관련 내용을 언론에 공개한 이후에야 사실을 파악했다. 일본 입장에서는 당황스러운 상황이었다. 미국이 독도는 일본 영토라고 인정해 줄 것을 기대했는데, 오히려 한국 영토라고 손들어 주는 결과가 나왔기 때문이다.
일본은 이에 대해,   1953년 11월 4일 중의원 녹취록에서, “미국이 아시아인들이 서로 싸우게 하려는 계략”이라고 주장하는 의원도 있었다.

## 같이 보기
- 독도
- 부수적 피해

## 참고 자료
- 대한민국 정책브리핑, 정책포커스 어부 150명 '억울한 죽음' 독도 폭격사건, 2005년 11월 10일자.
- 대한민국 정책브리핑, 정책포커스 일본 '독도 폭격연습장 지정' 적극적인 이유, 2005년 11월 15일자.
- 이정현, [현대사 발굴] 일본 ‘1952년 독도 폭격 사건’ 기획, 월간조선 2015년 10월호.